# タイラー・バージ
タイラー・バージ（Tyler Burge、1946年1月1日 -、）はカリフォルニア大学ロサンゼルス校の哲学教授である。Ph.D. プリンストン大学 1971年

## 概要
心の哲学や認識論、哲学史などいくつかの領域で貢献してきた。哲学史では、ゴットロープ・フレーゲの哲学に関する論文を出している。フレーゲに関する論文集が、この著者による大部の序論と何編かの補遺とともに出版された (Burge 2005)。認識論では、自己知や証言の保証といった主題について書いている。おそらく彼がもっとも知られているのは心の哲学に貢献してきたからであり、たとえば、事柄に関する信念や、とりわけ外在主義としても知られている心的内容に関する反個体主義について見解を述べてきた。記念論文集も編まれているが、反個体主義に関する彼の著作に対して献じられたものが多く、寄稿者に対するバージからの返答も含まれていた (Hahn & Ramberg 2003)。バージは、アメリカ芸術科学アカデミーの会員や英国アカデミーの客員会員にも選出されている。2010年度のジャン・ニコ賞の受賞者であり、フランス国立科学研究センターの主催でパリにて連続講義をおこなうことになっている。

## 反個体主義
バージは、哲学において先陣を切って反個体主義（anti-individualism）を解説し、擁護してきたといえる。バージの言葉では、反個体主義は次のことを主張する理論である。つまり、「人や動物の心的なものを個体化することは、たいてい、人が物理的環境に対してもつ関係に、あるいは場合によっては社会的環境に対してもつ関係に必然的に依存している」 (Burge 1988, p. 650)。こういった見解やそれに類するもののいくつかは、「内容の外在主義」やたんに「外在主義」と呼ばれてきた。バージがこの術語より「反個体主義」を好むのは、部分的には、彼の考えでは、中心となる問題が、何によって内容が個体化されるかであって、「外在主義」ということで示唆されるようにどこに内容が位置するかということではないからである (Burge 2003a, pp. 435–436)。
「個体主義と心的なもの」におけるバージの議論では (Burge 1979b)、言語話者の思考内容は、単語がコミュニティのなかで因習的にもたされている意味に依存している。バージの採用する論法を押し進めるのは、ある仮説事例に関する直観的省察による。その仮説事例は、ヒラリー・パトナムによる双子地球の思考実験から着想を得たものだった。バージにしたがって、ある患者が医者に診てもらいにいき、医者に腿が関節炎で痛いと正直に伝えたと考えてみよう。バージの直観によれば、患者は腿が関節炎で痛いと信じている（定義により関節炎が腿に生じることはないため、この信念は偽である）。次に、同じ患者が別の世界にいるのを考えてみよう。先ほどとの唯一の違いは、「関節炎」という単語の因習的意味にある。ここでは、「関節炎」は、関節炎とほかのリウマチ性疾患を指し示すことになっていて、そこにはこの患者の腿の疾患が含まれている。バージの直観では、この筋書きの患者は、腿が関節炎で痛いとは信じない。私たちが患者の信念を報告しようとするなら、私たちは、「関節炎」のこの用法を反映する単語をあらたにつくり、彼は腿が（いわば）腿節炎で痛いと信じているという必要がある。バージの直観では、患者がこれら2つの事例でもっている信念は異なるものである。しかし、2つの事例のあいだの唯一のちがいは「関節炎」という単語の意味であるのだから、バージの結論するところでは、患者の思考内容は、言語コミュニティによって定められる因習的意味に依存していることになる。
バージは、同じ方法で、人の信念が物理的世界に依存していることも論じている。パトナムが「意味の意味」のなかで呈示した議論では (Putnam 1975) 、「水」のような自然種の語の意味は、物理的世界の性質に依存している。パトナムにしたがい、仮説的世界――双子地球――を想像しよう。それは地球に酷似しているが、唯一の例外は、H2Oのような外見と作用をもつ液体がH2Oでなく、化学的に異なる物質であり、XYZと略記されるものであるという点である。パトナムの主張では、双子地球の「水」という単語は、H2Oを指示せず、かわりにXYZを指示する。バージは、単語の指示が異なる点でバージに賛同するが、双子地球人の思考は地球人の思考と異なっているのだとも主張している (Burge 1982)。つまり、地球人はH2Oに関する思考をもち、双子地球人はXYZに関する思考をもつのである。この思考にみられる相違点は、おのおのの物理的環境に存する物質の性質のあいだのちがいに原因を帰せしめうる。「関節炎」思考実験と同様に、物理的世界に依存しているということが、この思考実験の事例に関して省察することにより純粋に導かれうる結論である。
バージは、反個体主義のテーゼを視覚理論の領域に拡張している。デイヴィド・マーたちによって開拓されてきた視覚の計算理論では、表象の内容を仮定するが、バージの議論によれば、表象の内容は、有機体の進化史を形づくってきた環境に依存している（Burge 1986aを見よ）。
思考に関する反個体主義は、異論の多いテーゼである。さまざまな理由によって異議が差し挟まれてきた。たとえば、人が自分自身の思考内容について権威をもって知りうることをそのテーゼでは弱めることになってしまうと主張されてきた（たとえば、McKinsey 1991を見よ）。また、心的状態が行動を引き起こす方法を私たちが理解していることに問題を生じさせるとも考えられてきた（たとえば、Fodor 1991を見よ）。バージの議論によれば、反個体主義は私たち自身の心的状態を知りうることと矛盾しない (Burge 1988)。同じく彼の議論によれば、それは私たちが因果作用を理解していることに何らの問題ももたらさない（Burge 1989を見よ）。

## 著作
下の一覧はバージの著作を網羅しているわけではない。

### 書籍
- Burge, T. (2005), Truth, thought, reason: Essays on Frege, Oxford: Oxford University Press, ISBN 978-0-19-927853-4

- Burge, T. (2007), Foundations of mind, Oxford: Oxford University Press, ISBN 978-0-19-921624-6

- Burge, T. (2010), Origins of objectivity, Oxford: Oxford University Press, ISBN 978-0-19-958140-5

### 論文
- Burge, T. (1977), “Belief de re”, The Journal of Philosophy 74 (6):  pp. 338-362 2010年8月20日閲覧。

- Burge, T. (1979a), “Sinning against Frege”, The Philosophical Review 88 (3):  pp. 398-432 2010年8月20日閲覧。

- Burge, T. (1979b), “Individualism and the mental”, Midwest Studies in Philosophy 4 (1):  pp. 73-121, doi:10.1111/j.1475-4975.1979.tb00374.x 2010年8月20日閲覧。 バージ, T. (2004), “個体主義と心的なもの”, in 信原幸弘, 翻訳篇, シリーズ心の哲学, 3, 前田高弘, 訳, 東京: 勁草書房, pp. 163-274, ISBN 978-4-326-19926-6

- Burge, T. (1982), “Other bodies”, in Woodfield, A., Thought and object: Essays on intentionality, Oxford: Clarendon Press, pp. 97-120, ISBN 978-0-19-824606-0

- Burge, T. (1986a), “Individualism and psychology”, The Philosophial Review 95 (1):  pp. 3-45 2010年8月20日閲覧。

- Burge, T. (1986b), “Frege on truth”, in Haaparanta, L.; Hintikka, J., Frege synthesized: Essays on the philosophical and foundational work of Gottlob Frege, Dordrecht, the Netherlands: D. Reidel, pp. 97-154, ISBN 978-90-277-2126-6

- Burge, T. (1988), “Individualism and self-knowledge”, The Journal of Philosophy 85 (11):  pp. 649-663 2010年8月20日閲覧。

- Burge, T. (1989), “Individuation and causation in psychology”, Pacific Philosophical Quarterly 70:  pp. 303-322

- Burge, T. (1990), “Frege on sense and linguistic meaning”, in Bell, D.; Cooper, N., The analytic tradition: Meaning, thought, and knowledge, Oxford: Blackwell Publishers, pp. 30-59, ISBN 978-0-631-176862

- Burge, T. (1992), “Frege on knowing the third realm”, Mind 101 (404):  pp. 633-650, doi:10.1093/mind/101.404.633 2010年8月20日閲覧。

- Burge, T. (1993), “Content preservation”, The Philosophical Review 102 (4):  pp. 457-488 2010年8月20日閲覧。

- Burge, T. (2003a), “Phenomenality and reference: Reply to Loar”, in Hahn, M.; Ramberg, B., Reflections and replies: Essays on the philosophy of Tyler Burge, Cambridge, MA: The MIT Press, pp. 435-450, ISBN 978-0-262-08315-7

- Burge, T. (2003b), “Perceptual entitlement”, Philosophy and Phenomenological Research 67 (3):  pp. 503-548, doi:10.1111/j.1933-1592.2003.tb00307.x 2010年8月20日閲覧。

- Burge, T. (2003c), “Memory and persons”, The Philosophical Review 112 (3):  pp. 289-337 2010年8月20日閲覧。

## 関連文献
- Brown, C. (2002/2007), “Narrow mental content”, Stanford Encyclopedia of Philosophy 2010年8月18日閲覧。

- Frápolli, M. J.; Romero, E., eds. (2003), Meaning, basic self-knowledge, and mind: Essays on Tyler Burge, Stanford, CA: CSLI Publications, ISBN 978-1-57586-347-4

- Lau, J.; Deutsch, M. (2002/2010), “Externalism about mental content”, Stanford Encyclopedia of Philosophy 2010年8月18日閲覧。